# سيدان (فخرود)
سيدان (بالفارسية: سیدان) هي قرية تقع في إيران في قسم فخرود الريفي. يقدر عدد سكانها بـ 324 نسمة بحسب إحصاء 2016.